# Taishō

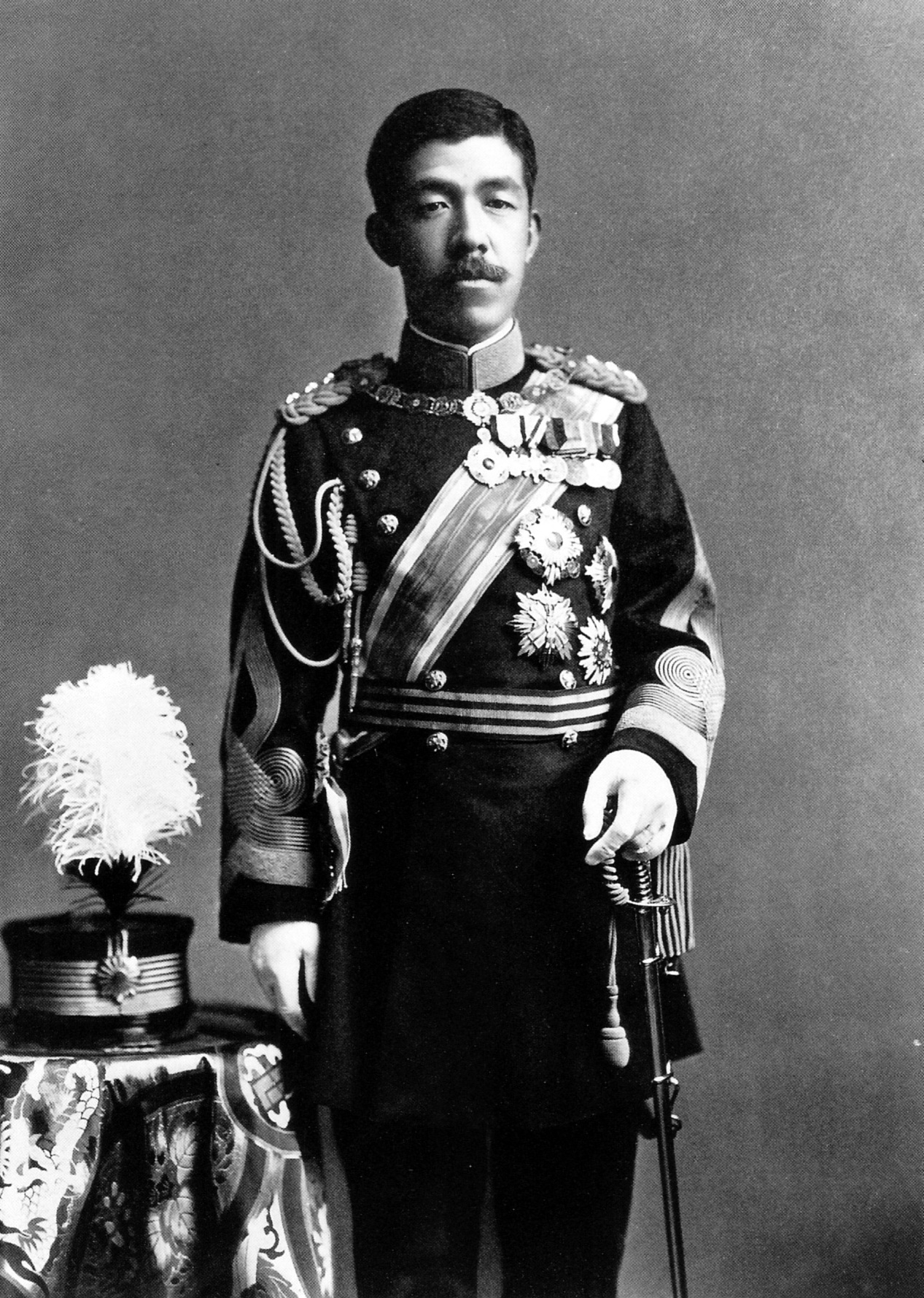
Der Taishō-Kaiser im Jahr 1912

Taishō (jap. 大正天皇) (* 31. August 1879 in Tokio; † 25. Dezember 1926 in Hayama) war der 123. Tennō des Japanischen Kaiserreichs und der zweite der modernen Periode. Offiziell regierte er von 1912 bis 1926 (Taishō-Zeit), allerdings war er seit 1921 regierungsunfähig und Kronprinz Hirohito übte die Regentschaft für ihn aus. Sein Eigenname war Yoshihito (嘉仁), die Herrschaft stand unter der Devise Taishō („große Gerechtigkeit“).

## Leben
Yoshihito war ein Sohn des Meiji-tennō Mutsuhito mit Yanagiwara Naruko (1859–1943), einer aristokratischen Konkubine am kaiserlichen Hof. Wie zu dieser Zeit bei Kindern von Konkubinen üblich, wurde er als offizielles Kind der Kaisergemahlin Shōken anerkannt. Er erhielt am 6. September 1879 von Mutsuhito den Geburtsnamen Yoshihito und den Titel Haru no miya (Prinz Haru). Am 31. August 1887 wurde er offiziell zum Thronanwärter ernannt und hatte seine formale Einführung als Kronprinz am 3. November 1888.
Am 10. Mai 1900 heiratete er Sadako, die Tochter des Prinzen Kujō Mitchitaka, die den Namen Teimei annahm. Er hatte mit ihr zusammen vier Söhne:
- Prinz Hirohito, der 124. Tennō (Shōwa-tennō)
- Prinz Chichibu Yasuhito
- Prinz Takamatsu Nobuhito
- Prinz Mikasa Takahito

Im Kindesalter war er an einer Hirnhautentzündung erkrankt, die ihn seit den 1910ern einschränkte. Als Kronprinz bereiste er alle Präfekturen Japans sowie 1907 das japanische Protektorat Korea, womit er der erste Thronfolger war, der außerhalb Japans verweilte. Mit dem Tod seines Vaters bestieg er 1912 den Thron. Nachdem er im Juli 1913 an schwerem Fieber erkrankte, verweilte er oft außerhalb der japanischen Hauptstadt in Nikkō oder Hayama an der Sagami-Bucht. Wie sein Vater interessierte er sich wenig für Religion, obwohl als Tennō religiöses Oberhaupt des Staats-Shintō, und blieb auch notwendigen Riten fern. Seine Zeit verbrachte er mit dem Verfassen von Gedichten chinesischen Stils (Kanshi), von denen er insgesamt 1367 schrieb. Mit dem Ausbruch des Ersten Weltkriegs widmete er sich wieder verstärkt seinen politischen Pflichten, bis er im Juli 1918 während des Ausbruchs der Reisunruhen einen Rückfall erlitt und von da an kaum noch öffentlich auftrat.

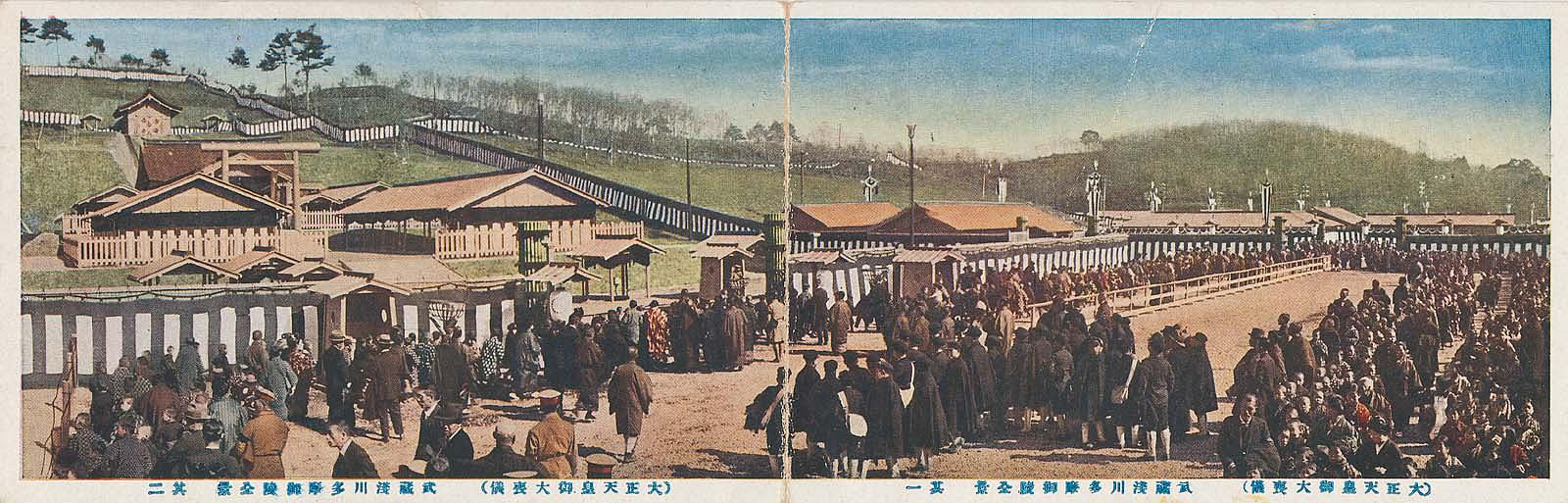
Begräbnis des Kaisers Taisho in Tokio

Im April 1921 wurde sein Sohn Hirohito schließlich für seinen regierungsunfähigen Vater zum Regenten ernannt. Im Dezember 1925 wurde bei dem Tennō eine Hirn-Arteriosklerose diagnostiziert, deren Folgen er schließlich ein Jahr später erlag. Seine sterblichen Überreste ruhen in einem Mausoleum im Kaiserlichen Friedhof Musashi.